# Thibron (Söldnerführer)
Thibron (altgriechisch Θίβρων; † 322 v. Chr. in Kyrene) war ein antiker spartanischer Söldnerführer. Er diente als Kommandant des Harpalos, der als Schatzmeister Alexanders des Großen 324 v. Chr. wegen Veruntreuungen aus Babylon nach Athen floh. Kurz darauf ermordete er Harpalos, setzte 323 v. Chr. mit einem Söldnerheer nach der Kyrenaika über und errang dort zunächst große militärische Erfolge. Im Krieg gegen Kyrene unterlag er dem vom ägyptischen Satrapen Ptolemaios I. entsandten Feldherrn Ophellas und wurde bald danach umgebracht.

## Leben
Thibron war ein vertrauter Militärführer des Harpalos und begleitete ihn 324 v. Chr. auf dessen Flucht nach Athen. Als Harpalos wegen der Gefahr seiner Auslieferung an Alexanders Statthalter in Makedonien und Griechenland, Antipatros, bald auch Athen verlassen musste und nach Kreta segelte, war Thibron wiederum an seiner Seite. Kurz darauf ermordete er Harpalos – eventuell mittels eines von ihm angeheuerten Handlangers – und eignete sich seine Schätze und Schiffe an.
Nach Alexanders Tod segelte Thibron 323 v. Chr. mit einem Heer von etwa 6000 bis 7000 Söldnern, die Harpalos angeworben hatte, sowie mit den von Harpalos erbeuteten Schätzen nach Nordafrika und landete an der Küste der damals noch nicht zum Alexanderreich gehörigen Kyrenaika. Dabei folgte er einem Ruf von aus Kyrene Verbannten, die offensichtlich zur Partei der Demokraten gehörten und mit den Oligarchen von Kyrene in Konflikt lagen. Nach einigen militärischen Erfolgen gegen die Kyrenaier eroberte er deren Hafen Apollonia und zwang sie zu einem Abkommen, das sie zur Zahlung von 500 Silber-Talenten und zur Übergabe der Hälfte ihrer Streitwagen für seine weiteren Feldzüge verpflichtete. Außerdem plünderte er die im Hafen von Apollonia befindlichen Handelsschiffe zur Finanzierung des Solds für seine Krieger.
Bald zerstritt sich Thibron mit einem seiner kriegserfahrenen Offiziere, dem Kreter Mnasikles, der sich nun auf die Seite der Kyrenaier stellte und diese aufforderte, die mit Thibron geschlossene Vereinbarung aufzukündigen. Die Kyrenaier hatten bisher erst 60 der geforderten 500 Talente gezahlt und gingen auf den Vorschlag des Mnasikles ein. Ein daraufhin von Thibron vorgetragener Vorstoß gegen Kyrene erzielte keinen Erfolg. Anschließend unterstützte er die in der Kyrenaika gelegenen, auf seine Seite getretenen Städte Barke und Euhesperides gegen einen Angriff der Kyrenaier. Während seiner Abwesenheit vermochten die Kyrenaier unter der fähigen Führung des Mnasikles den Hafen Apollonia zurückzuerobern. Zwar konnte Thibron die Stadt Taucheira (das heutige Tocra in Libyen) einnehmen, doch verschlechterte sich seine militärische Lage weiter, da seine Schiffsmannschaften nach der kyrenaischen Rückgewinnung Apollonias beim Fouragieren von ihren Feinden angegriffen und viele von ihnen teils niedergehauen, teils gefangen genommen wurden. Schließlich zerstörte ein heftiger Sturm zahlreiche von Thibrons Schiffen.
Zur Anwerbung neuer Streitkräfte schickte Thibron Vertraute zum Kap Tainaron, dem südlichsten Kap der Peloponnes, wo sie mehr als 2500 Söldner in Thibrons Dienste nahmen. Die Kyrenaier wandten sich um Unterstützung an die Libyer und Karthager, die wohl nicht sonderlich starke Hilfstruppen entsandten. Die Motivation der Karthager zur Hilfsleistung für die Kyrenaier dürfte u. a. in ihrer Befürchtung begründet gewesen sein, dass Thibron eine Militärdiktatur an ihrer östlichen Landesgrenze errichten würde. Trotz ihrer militärischen Verstärkung erlitten die Kyrenaier nun eine entscheidende Niederlage gegen Thibron, der daraufhin Kyrene hart bedrängte. In dieser Stadt breiteten sich Not und Hunger aus, die einen Aufstand des Volkes gegen die herrschenden Oligarchen bewirkten. Die Partei der Demokraten kam an die Macht; die Oligarchen mussten fliehen und begaben sich teils zu Thibron, teils zum ägyptischen Satrapen Ptolemaios I., den sie um Militärhilfe für ihre Rückführung ersuchten. Ptolemaios I. benutzte gern diese Möglichkeit zur Einmischung in die inneren kyrenäischen Verhältnisse und entsandte 322 v. Chr. den makedonischen General Ophellas mit einem bedeutenden Heer und einem Geschwader in die Kyrenaika. Diejenigen Oligarchen, die bei Thibron Zuflucht gefunden hatten, versuchten heimlich zu Ophellas zu entkommen, als dieser mit seinen Streitkräften anmarschiert kam, wurden aber entdeckt und ermordet.
Die nun in Kyrene herrschenden Demokraten schlossen mit Thibron eine Allianz, um den vom ägyptischen Satrapen geschickten Feldherrn gemeinsam zu bekämpfen. Sie fürchteten wohl Vergeltungsmaßnahmen im Fall einer Rückkehr der Oligarchen Kyrenes mehr als eine Militärdiktatur Thibrons. Ophellas behielt jedoch militärisch die Oberhand. Thibron geriet in Gefangenschaft und wurde an den aus Olynth stammenden Militärführer Epikydes ausgeliefert, den Ophellas nach der Eroberung von Taucheira zum Befehlshaber dieser Stadt ernannt hatte. Vermutlich hatte Thibron Taucheira, solange es unter seiner Herrschaft gestanden hatte, stark gebrandschatzt. Nun wurde er im Einverständnis mit Ophellas von den Einwohnern Taucheiras misshandelt, anschließend nach Kyrene verbracht und in dessen Hafen Apollonia gekreuzigt. Ophellas unterwarf Kyrene und die restliche Kyrenaika, in die Ptolemaios I. in der Endphase der Kämpfe persönlich reiste.